# Arkezilaj iz Pitane
Arkezilaj iz Pitane, utemeljitelj Srednje Akademije, proslavio se tvrdnjom da u ništa nije siguran. Spomenutom tvrdnjom nadmašio je i samog Sokrata, a nedvojbeno su zaokret u njegovu svjetonazoru prouzročili skeptici, čiji je utjecaj na školu tog doba neupitan.   